# Université internationale de Casablanca
 (mai 2016).
L'université internationale de Casablanca ou UIC est une université marocaine privée reconnue par l’État, fondée en 2010, et située à Casablanca.

## Historique
Créée en septembre 2010, l'université internationale de Casablanca compte aujourd'hui 5 facultés pour plus de 30 diplômes. L'école a démarré l'année universitaire 2014-2015 dans un nouveau campus de 10 hectares à proximité de Casablanca. 

## Enseignement et recherche
L’école propose des formations professionnalisantes à travers 4 pôles d’enseignement : Sciences de la santé, Ingénierie, Commerce et Gestion et Droit. Des mastères professionnels sont également conçus pour les cadres en activité qui désirent approfondir et actualiser leur formation dans un domaine spécifique sans quitter leur travail.

## Formations
- faculté privée de médecine et de pharmacie
- Faculté des Sciences de la santé
- École d'Ingénierie 
  - Génie civil
  - Génie électrique
  - Génie industriel
  - Génie informatique
  - Génie mécanique
  - Génie mécatronique
- Business
- Droit et Sciences politiques
- Management en hôtellerie internationale
- Formation Exécutive
- Double Cursus UIC - EM Lyon Business School